# Sophia Popov
Sophia Popov (* 2. Oktober 1992 in Massachusetts, Vereinigte Staaten) ist eine für Deutschland spielende deutsch-US-amerikanische Profigolferin. Die Tochter eines Deutschen und einer Amerikanerin gewann im Jahr 2020 die Women’s British Open.

## Karriere
Als jugendliche Amateurin belegte Popov bei den Women’s British Open 2011 den 67. Platz. Sie spielt seit 2016 auf der Symetra Tour. Auf der Cactus Tour gewann sie im Mai 2020 ein Turnier in Troon North. Über eine Top-10-Platzierung bei den Marathon Classic in Ohio bekam sie die Chance, bei den Women’s British Open 2020 in Royal Troon im August 2020 mitzuspielen. Dort setzte sie sich als Nr. 304 der Weltrangliste am dritten Tag mit drei Schlägen Vorsprung ab. Am Finaltag feierte sie mit zwei Schlägen Vorsprung vor Jasmine Suwannapura den ersten Turniersieg ihrer Karriere auf der Haupttour und war damit die erste Deutsche, die ein Major-Turnier gewann.
Bei der Wahl zur Sportlerin des Jahres 2020 erreichte sie den 2. Platz. Aufgrund der Geburt ihrer Tochter legte Popov 2023 eine Golfpause bis zum März 2024 ein. 

## Größte Erfolge
| Jahr | Turnier              | Platzierung | Ergebnis | Zu Par | Preisgeld |
| ---- | -------------------- | ----------- | -------- | ------ | --------- |
| 2020 | Women’s British Open | 1           | 277      | −7     | 675.000 £ |